# Antonio Alzamendi
Antonio Alzamendi Casas (7 czerwca 1956) – piłkarz urugwajski o przydomku Hormiga, napastnik. Wzrost 173 cm, waga 71 kg.
Alzamendi swoją karierę piłkarską rozpoczął 1971 roku w rodzinnym mieście Durazno, w klubie Wanderers Durazno. Następnie grał w Policial Durazno i Sud América Montevideo, skąd w 1979 przeniósł się do Argentyny, do klubu CA Independiente, w którego barwach zdążył jeszcze zagrać w styczniu w zwycięskim finale mistrzostw Argentyny Nacional roku 1978, a następnie w tym samym roku dotarł do półfinału Copa Libertadores 1979.
W 1982 został piłkarzem River Plate, któremu pomógł w dotarciu do półfinału Copa Libertadores 1982. Po roku wrócił do Urugwaju by grać w klubie Club Nacional de Football. Będąc piłkarzem Nacionalu zdobył mistrzostwo Urugwaju i zagrał w półfinale Copa Libertadores 1983 oraz znalazł się w kadrze Urugwaju na turniej Copa América 1983, gdzie Urugwaj został mistrzem Ameryki Południowej. Alzamendi jednak ani razu nie wybiegł na boisko.
W 1983 przeniósł się do Meksyku, gdzie występował w klubie UAG Tecos przez rok. Po powrocie do Urugwaju rozegrał sezon w klubie CA Peñarol, zdobywając drugi tytuł mistrza Urugwaju, a następnie kolejny raz znalazł się w Argentynie. Przez kilka lat grał w argentyńskim klubie River Plate, z którym zdobył mistrzostwo Argentyny w 1986, wygrał turniej Copa Libertadores 1986, a następnie zdobył Puchar Interkontynentalny. W 1986 roku wybrany został najlepszym piłkarzem Ameryki Południowej. Wraz z reprezentacją Urugwaju wystąpił w finałach mistrzostw świata w 1986, gdzie Urugwaj dotarł do 1/8 finału. Alzamendi zagrał w trzech meczach grupowych - z Niemcami, Danią i Szkocją. W meczu z Niemcami zdobył bramkę. W 1987 razem z klubem River Plate zdobył Copa Interamericana.
W turnieju Copa América 1987 Urugwaj obronił miano najlepszej reprezentacji Ameryki Południowej, a znaczący udział w tym sukcesie miał Alzamendi, który zdobył zwycięską bramkę w półfinałowym meczu z Argentyną. Zagrał także w finale przeciwko Chile.
W 1988 przeniósł się do Hiszpanii, do klubu CD Logroñés, którego barwy reprezentował podczas turnieju Copa América 1989. Urugwaj zdobył miano wicemistrza Ameryki Południowej, a Alzamendi zagrał we wszystkich 7 meczach - z Ekwadorem, Boliwią, Chile (zdobył bramkę), w obu meczach z Argentyną oraz z Paragwajem (zdobył bramkę) i Brazylią.
Wciąż jako gracz Logroñés wziął udział w finałach mistrzostw świata w 1990. Urugwaj dotarł do 1/8 finału, a Alzamendi zagrał w dwóch meczach grupowych z Hiszpanią i Belgią oraz w meczu 1/8 finału z Włochami.
Po mistrzostwach Alzamendi wrócił do Ameryki Południowej by grać w argentyńskim klubie Deportivo Mandiyú. W 1991 przeniósł się do Urugwaju, do klubu Rampla Juniors, a stąd do Racing Durazno, gdzie zakończył karierę.
Od 25 kwietnia 1978 do 25 czerwca 1990 Alzamendi rozegrał w reprezentacji Urugwaju 31 meczów i zdobył 6 bramek.